# Макс Вінтер
Макс Вінтер (нім. Max Winter; 9 січня 1870, Тарнок, Австро-Угорщина — 11 липня 1937, Лос-Анджелес, Каліфорнія, США) — австрійський дослідник, репортер, журналіст, письменник та політик. Вважається творцем соціальних репортажів у німецькомовних країнах. На додаток до реалістичних і докладних доповідей, заснованих на девізі «Просвітництво та Викриття» (нім. Aufklärung und Aufdeckung), він написав вірші, казки, п'єси та романи.
Його робота була швидко забута після його втечі з політичного хаосу в Австрії на початку 1930-х років. Тільки в 1980-х роках він був знову відкритий як піонер і майстер соціальної звітності і з того часу був представлений як модель у підручниках. Його соціальні доповіді рішуче розвинули жанр як тематично, і методично і формально. Історики визнають у них попередників сучасних повсякденних історичних досліджень.

## Біографія
Макс Вінтер народився 9 січня 1870 року в Тарноку поблизу Будапешта в родині Фріца та Роберта. У 1873 році сім'я переїхала до Відня, де його мати працювала модистом (капелюшником), а батько — судовим вікарієм Імператорських державних залізниць Австрії. Після закінчення останнього року обов'язкового шкільного навчання у гімназії він завершив навчання як торговця. Пізніше він почав вивчати політекономію, історію та філософію у Віденському університеті, але не завершив ці дослідження.
У віці близько 23 років розпочав свою журналістську кар'єру у Neue Wiener Journal. В 1895 році Віктор Адлер навів його в Газету для робітників (нім. Arbeiter-Zeitung), центральний орган Соціал-демократичної партії Австрії (СДПА). Там він деякий час працював судовим стенографом і зрозумів важливість чіткої аргументації та інтерсуб'єктивної перевірки фактів, оскільки він знав, як успішно застосовувати їх у своїх наступних доповідях.
Доповіді Вінтера були відзначені його політичними амбіціями та бажанням покращити умови життя трудящих та соціально відчужених осіб. Наприклад, щоб повідомити про життя ув'язнених, він сам був кинутий у в'язницю, одягнений як безпритульний. Його репортаж 1902 року (нім. Ein Strottgang durch Wiener Kanäle), в якому він повідомляв про «Kanalstrotter», де виловлювали кістки та жир з віденських каналізаційних колекторів, щоб продати їх мильній промисловості. Щоб вистежити цих людей, яких важко знайти під землею, він замаскувався під скнара, в капелюсі та бідному одязі.
Вже в 1904 році з'явилася добірка його доповідей, на які Альфред Полгар із вдячністю прокоментував: «Журналіст, так би мовити, резюмується як письменник, з журнальних матеріалів стали книги», а в ньому вже представник нової об'єктивності, який досяг свого розквіту лише у 1920-х років.
(нім. Im unterirdischen Wien) був опублікований в 1905 році. Хоча ця книга складалася з його доповідей за останні роки, вона була ще докладнішою та більшою, а також значною мірою переписана та переформульована. Він з'явився у чотирьох виданнях. У тому ж році разом зі Стефаном Гроссманом, з яким він інколи вів інтенсивне листування, він також написав свою першу театральну п'єсу (нім. Eine g′sunde Person), яка була успішно виконана у віденських театрах.
Для берлінського письменника та журналіста Ганса Оствальда, який керував найбільшим міським дослідницьким проектом у німецькомовних країнах з 1904 по 1908 рік і опублікував результати у вигляді п'ятдесят томної книжкової серії під назвою (нім. Großstadt-Dokumente), написав два томи доповідей: «Das goldene Wiener Herz» та «Im unterirdischen Wien». На додаток до Макса Вінтера з Австрії, Фелікс Зальтен та Альфред Дойч-Герман були залучені до серії книг.
З 1914 по 1918 рік Вінтер був головним редактором (нім. AZ am Abend), які з'являлися тільки в роки війни. 2 серпня 1919 року він одружився з Жозефіною Липі.